# MSC Seaside
Az MSC Seaside egy Seaside osztályú üdülőhajó, amely jelenleg az MSC Cruises birtokol és üzemeltet. A Seaside osztály vezető hajójaként kölcsönzi a nevét a társaság Seaside osztályának. 153,516 tonnájávall ő a legnagyobb üdülőhajó, amelyet az olasz Fincantieri hajóépítő valaha is gyártott, és a világ 30. legnagyobb üdülőhajója a Norwegian Epic mögött, 2025 augusztusában.

## Története

### Építése
2014. május 22-én az MSC Cruises bejelentette, hogy két új, 154,000 tonnás üdülőhajót rendelt a Fincantieri-től. Az új rendelés a Seaside prototípuson alapult, mindegyik hajó egyenként 700 millió euróba került.
2015. március 17-én az MSC Cruises bejelentette, hogy az új hajót MSC Seaside névre keresztelik, így kölcsönözve a nevét a következő testvérhajók osztályának. Azt is bejelentették, hogy egész évben hajózni fog Miami-ból a Karib-tengerre .
Az MSC Seaside építése hivatalosan az első acélvágás ünnepségével 2015. június 22-én kezdődött a Fincantieri hajógyárban, Monfalconéban, Olaszországban. 2016. március 4-én elvégezték a gerincfektetését, amelyben a hajó első 550 tonnás tömbjét fektették le, ezzel kezdve a hajótest összeszerelését. A hajót 2016. november 26-án úsztatták ki a hajógyárból. 2017. augusztus végén 72 órán keresztül elvégezte első tengeri kísérleteit, mielőtt befejezte utolsó felszerelését.

### Bemutatkozása
Az MSC Seasid o-t 2017. november 29-én kézbesítették az MSC Cruises részére a monfalcone-i Fincantieri hajógyárban. Madrina, Asya Aponte, Gianluigi Aponte, az MSC alapítójának és elnökének unokája teljesítette a kitüntetéseket az átadási ceremónián, amikor átvágta a szalagot, hogy a pezsgősüveg üsse a hajótestet. A hajó ezután elhagyta a trieszti hajógyárat, és 2017. december 1-jén hivatalosan is szolgálatba lépett, miután elhagyta a kikötővárost 22 éjszakás leánykori útjára, egy transzatlanti útra Miami-ba a keresztelője miatt.
Az MSC Seaside-ot 2017. december 21-én keresztelte el keresztanyja, Sophia Loren, Miami kikötőjének B-terminálján, ezzel ő lett az első MSC tengerjáró hajó, amelyet Észak-Amerikában kereszteltek meg. Az ünnepség házigazdája Mario Lopez volt, és felléptek Andrea Bocellit és Ricky Martint . Az MSC Seaside 2017. december 23-án indult 14 éjszakás nyitó körutazására Miamiból, amely meglátogatta Antiguát és Barbudát, az Egyesült Államok Virgin-szigeteit, a Bahamákat, Jamaicát, a Kajmán-szigeteket és Cozumelt Mexikóban .

### Operatív karrier
Az MSC Seaside 2017 és 2020 között egyhetes útvonalakon hajózott a Karib-tengerre Miami-ból egész évben.
2018. november 17-én a legénység hét tagját letartóztatták Miami-ban, miután az amerikai vám- és határvédelmi tisztek 7 kilogramm kokaint és összesen 100 000 dollárt találtak a kabinjaikban és a birtokukban. A tisztek szerint a legénység tagjait a stábtársuk toborozta, hogy kokaint csempésszenek Jamaicából az Egyesült Államokba.

## Tervezés és specifikációk
Az MSC Seaside átfogó architektúrája a Fincantieri Project Mille-én alapul, egy prototípus, ami nem volt kivitelezve 12 éve a kezdeti elképzelés óta. A Project Mille prototípusa a középső hajó dízelgenerátorait, a szélesebb hajótestet, a keskenyebb felépítményt és a nehéz tömegű közterületek alacsonyabb fedélzetekre való áthelyezését mutatta be a hajó súlypontjának csökkentése érdekében. Az MSC Seaside jelenlegi kialakítása ezeket a jellemzőket tükrözi, a középső hajógépház és a tölcsérek mellett, a hajó mindkét oldalán egy szélesebb sétányi sétány, valamint egy szélesebb hátsó sétány fedélzete, amely nagy medencével rendelkezik, kiegészítve a legfelső fedélzeten találhatókkal. A hátsó sétány fedélzete a keskeny, toronyszerű szerkezet tövében helyezkedik el, amely kabinokat helyez el a hajó hátuljában. Az MSC Seaside egyéb szolgáltatásai és szállásai közé tartozik a WhiteWater West egyedi tervezésű vízi parkja a legfelső fedélzeten, az MSC Yacht Club luxusövezete, amely öt fedélzetet ölel fel, és olyan vendégeket fogad, akik felárat fizetnek a továbbfejlesztett szállásokért és szolgáltatásokért, valamint három tematikus étterem, tekepálya és színház.
Az MSC Seaside 18 fedélzettel rendelkezik, és hossza 323 méter (1060 ft), merülés2 8,8 méter (29 ft), mélysége 12,1 méter (40 ft), és szélessége 41 méter (135 ft) . Az utasok maximális befogadóképessége 5,119 fő, a személyzet létszáma 1,413 fő. Ezenkívül dízel-elektromos genset rendszerrel hajtja, négy Wärtsilä motor hajtja a GE Marine elektromos berendezéseit, kipufogó- súrolókkal felszerelve a korom ellen.  A fő meghajtás két propelleren keresztül történik, mindegyiket 20 megawatt (27 000 hp) elektromos motor; négy előre és három hátrafelé 3,1 megawatt (4200 hp) hajtóművek lehetővé teszik a közeli manőverezést. 21,3 csomós szolgálati sebességet biztosít a hajónak.

## Fordítás
- Ez a szócikk részben vagy egészben  a   MSC Seaside című angol Wikipédia-szócikk ezen változatának fordításán alapul.  Az eredeti cikk szerkesztőit annak laptörténete sorolja fel. Ez a jelzés csupán a megfogalmazás eredetét és a szerzői jogokat jelzi, nem szolgál a cikkben szereplő információk forrásmegjelöléseként.